# 尚梅岩
尚梅岩（1597年—1614年7月26日），童名真錢金（婚後改為思真錢金），號梅岩，是琉球國第二尚氏王朝君主尚豐王之元配王妃，封我謝上森按司加那志。她出身向氏小祿御殿，是小祿御殿四世尚宏（大具志頭王子朝盛）與正室尚一枝（首里大君加那志，尚元王之女）之長女，有二弟，包括同母弟尚林（具志頭王子朝誠）及庶弟向伊嘏（島尻大里親方朝成）。她與尚豐王育有二子一女，長子尚恭（浦添王子朝良）立為世子，但未及繼位而逝世。次子尚文（中城王子朝益）曾為琉球赴江戶使節）。女兒尚氏號徹心，封首里大君按司加那志。